# Schoenus plumosus
Schoenus plumosus är en halvgräsart som beskrevs av Barbara Lynette Rye. Schoenus plumosus ingår i släktet axagssläktet, och familjen halvgräs. Inga underarter finns listade i Catalogue of Life.